# Bintara
Bintara is een bestuurslaag in het regentschap Kota Bekasi van de provincie West-Java, Indonesië. Bintara telt 69.719 inwoners (volkstelling 2010).